# بوخة
البوخة هو مشروب روحي مقطر تونسي يصنع من التين. نشأ المشروب في المجتمع اليهودي التونسي، وما زال انتاجه مستمر حتى الآن. وتبلغ درجة الكحولة فيه حوالي 36 درجة.

## التسمية
تعددت الروايات حول أصل تسمية بوخا، حيثُ روى العديد من الناس أن التسمية اشتقت من جملة "بخار الخمر" في اللغة العربية.
وعندما نجح ياكوف بوكوبسا في إنتاج ماء الحياة من التين، أطلق عليه مباشرةً اسم الفودكا. ولأن الفودكا تكتب بالروسية بهذا الشكل "водка"، والتونسيين لا يقرؤون اللغة الروسية، ولا الأبجدية الكريلية، لذلك أخذوا الكلمة الروسية "водка" ونطقوها كما تبدو لهم. وما يجعل الأمر أكثر غرابة هو إعادة استخدام كلمة "بوخا" باللغة الروسية والتي تعني "الشرب بكثرة".
يمكن الحصول على مشروب البوخة عن طريق التقطير البسيط لتين البحر الأبيض المتوسط، وتتراوح نسبة الكحول فيه بين (36 - 40) في المائة.

## طرق التقديم
يمكن تناول البوخة مباشرة بدرجة حرارة الغرفة أو باردة، كما تقدم مع الكوكتيلات الكحولية وسلطة الفواكه.

## التاريخ
يُعتقد أن إنتاج البُوخة بدأ في تونس في ثمانينيات القرن التاسع عشر. وقد أدى إنتاج البُوخة إلى نشوء سوق للكحول لم يكن قادرًا على توفير عائدات ضريبية للسلطات الاستعمارية الفرنسية، وبالتالي كان خاضعًا لقوانين الكحول التي استهدفت عمدًا المشروبات المغاربية الأصلية، التي كان يمكن إنتاجها واستهلاكها بسهولة بتكلفة أقل بسبب عدم وجود ضرائب.